# Walter Lochmann
Walter Lochmann (Bécs, 1955. január 18. –) osztrák zeneszerző, karmester, Malek Andrea énekesnő férje volt.

## Élete
Ötévesen már zongorázni tanult és tizenegy évesen korkedvezménnyel zeneszerzést és karvezetést tanult a bécsi Zeneakadémián. Olyan tehetséges volt, hogy egészen húszéves koráig az ORF élő közvetítésein a vasárnapi misét orgonálhatta. Pályafutását a gimnáziumi érettségi után tanárként folytatta és zenetörténelmet tanított. 1966 és 1977 között miután elvégezte Bécsben a Zenei és Előadóművészeti Egyetemet karmester és zenepedagógia szakon, tovább tanított és közben komponált.  
Első musicaljét a „Minnát” 1978-ban mutatták be. 1984. február 1-jétől a Volksoper karigazgatójává nevezték ki, 1987 augusztusától pedig a Vereinigte Bühnen Wien társulata alkalmazta karmesterként, korrepetitorként és diákmentorként. 1987 és 2009 között a Studienleiter bei den Vereinigten Bühnen karigazgatója Bécsben. Karmesteri tevékenységére jellemző, hogy mindig is több kórus tartozott Bécsben a felügyelete alá: 1972-1983-ig a Wiener Lehrer a cappella Chor, 1976 és 1979 között Pötzleinsdorf egyházi kórusa, 2000 és 2006 között pedig a Jugendchor Sandleiten. 2009-ben feleségül vette Malek Andrea magyar énekesnőt, akitől egy kislányuk született. 2010 áprilisától közel három évig (2012. szeptember) a WA Music Productions OG alkalmazottjaként zenei rendezőként és karmesterként dolgozott. 

## Zeneművei
- Minna, musical, (1978)
- Mütze, gyermekmusical, (1996)
- Der gute Mensch von Sezuan, Brecht: A szecsuáni jólélek, (2003)